# Awata Maru
La Awata Maru era una nave mercantile giapponese, poi convertita in incrociatore ausiliario nel corso della seconda guerra mondiale per essere impiegata come nave corsara.
Fu completata nel 1936 nei cantieri della Mitsubishi Heavy Industries per conto della società armatrice Nippon Yusen Kaisha (NYK) che iniziò a impiegarla come nave per trasporto passeggeri e merci.
Il 19 agosto 1941 la Marina imperiale giapponese requisì la nave e il 23 agosto 1941 iniziarono presso i cantieri di Kobe i lavori per la conversione in incrociatore ausiliario. Vennero installati 4 cannoni da 140 mm Type 3 montati singolarmente, una mitragliatrice binata antiaerea Type 96 da 25 mm, mitragliatrici da 13,2 mm Type 92 distribuite in una postazione quadrinata, una binata e 4 singole postazioni, tre mitragliatrici singole Type 92 da 7,7 mm e due tubi lanciasiluri da 553 mm.
Il 18 aprile 1942 si trovò nelle vicinanze della Task Force 16 statunitense che si era avvicinata per la prima volta al Giappone per lanciare il raid su Tokyo comandato dal colonnello Jimmy Doolittle. La Awata Maru fu attaccata, insieme ad altre unità che incrociavano nella zona, dai bombardieri in picchiata statunitensi e subì danni lievi per una bomba che cadde a poca distanza.
Negli anni successivi partecipò a diverse missioni di scorta convogli e trasportò essa stessa materiali e uomini.
Il 22 ottobre 1943 al largo di Formosa, nel mentre prendeva parte a un convoglio, fu colpita da quattro siluri lanciati dal sommergibile USS Grayback (SS-208), uno dei quali causò una grande esplosione colpendo il deposito munizioni. 1087 soldati trasportati e 223 marinai dell'equipaggio morirono. Le altre navi del convoglio misero in salvo 76 soldati e 88 uomini d'equipaggio sopravvissuti.